# فونتايوزو
بلدية فونتايوزو (بالإسبانية: Fontioso)‏, هي إحدى بلديات مقاطعة برغش, التي تقع في منطقة قشتالة وليون, والتي تقع في شمال غرب إسبانيا.
يبلغ عدد سكانها 74 نسمة وفقاً لإحصائية سنة (2002).